# Kasha-Regel

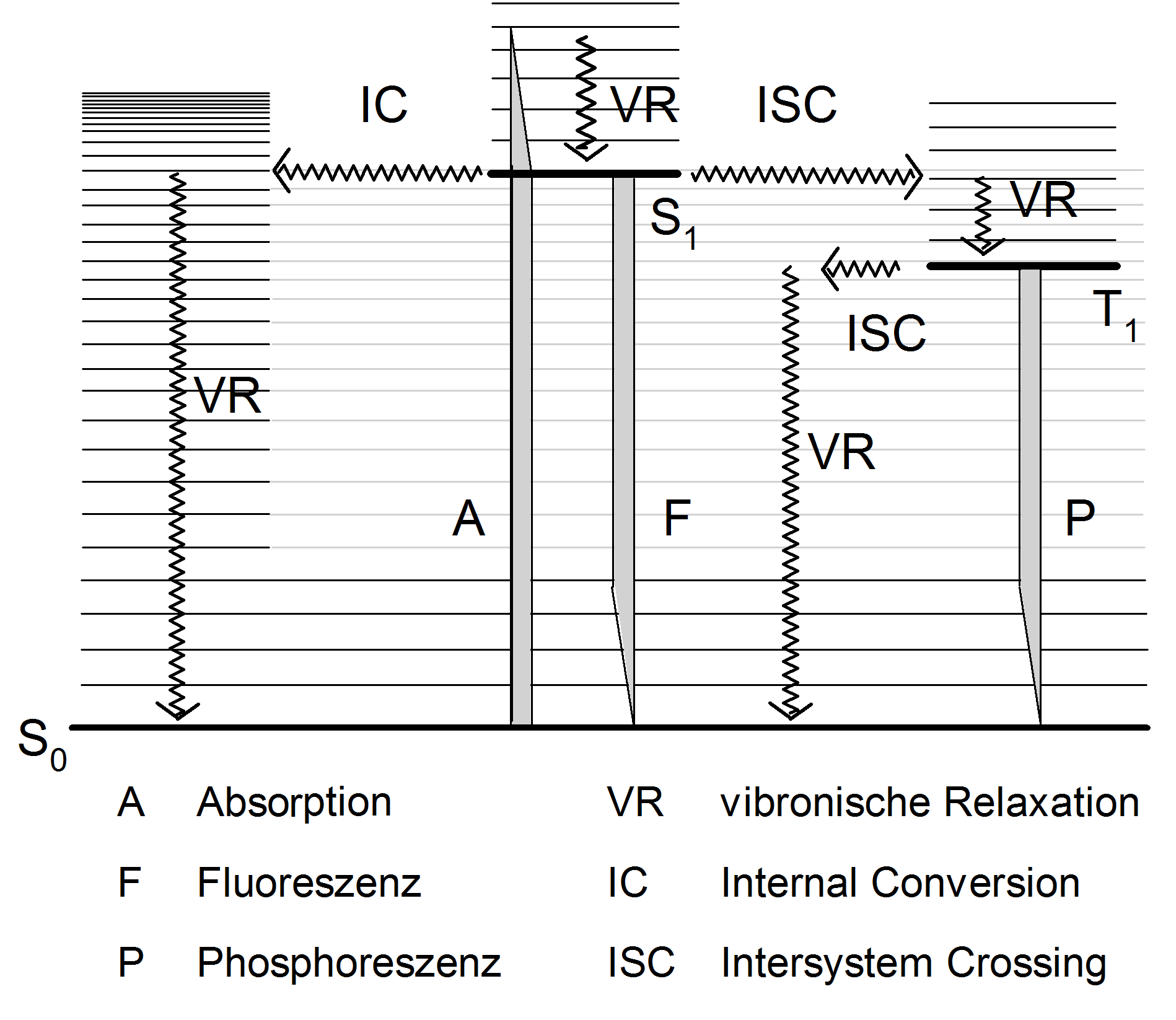
Kasha-Regel im Jabłoński-Schema: Fluoreszenz nur aus S_{1} und Phosphoreszenz nur aus T_{1}

Die Kasha-Regel (englisch Kasha's rule, nach dem amerikanischen Photochemiker Michael Kasha, der sie 1950 vorschlug), aufgrund ihrer weitläufigen Gültigkeit manchmal auch als photochemisches Dogma bezeichnet, ist ein Grundprinzip der Photochemie. Sie besagt, dass die spontane Emission eines Photons aus dem niedrigsten elektronisch angeregten Zustand einer gegebenen Multiplizität stammt. Die Kasha-Regel spielt u. a. bei photosensibilisierten Reaktionen eine Rolle.

## Beschreibung
Nach Absorption eines Photons wird ein Molekül aus seinem elektronischen Grundzustand (in den meisten Molekülen der Singulett-Zustand S0) abhängig von der Wellenlänge des eingestrahlten Lichts in einen elektronisch angeregten Zustand (Sn mit n>0) angeregt. Dieser geht mittels innerer Umwandlung schnell in schwingungsangeregte Zustände Sn-1* des nächsttieferen elektronisch angeregten Zustands über, welche dann wiederum schnell strahlungslos in den Schwingungsgrundzustand Sn-1 dieses nächsttieferen elektronisch angeregten Zustands desaktivieren.
Die Kasha-Regel besagt, dass diese Prozesse so lange aufeinanderfolgen, bis der niedrigste elektronisch angeregte Zustand erreicht wird, welcher dann strahlend in den elektronischen Grundzustand zurückkehren kann. Die Regel gilt sowohl für Singulett-Zustände, bei denen Fluoreszenz aus dem S1 sichtbar ist, als auch für Triplett-Zustände, die mittels Phosphoreszenz aus dem T1 relaxieren.
Diese Beobachtung kann mit Hilfe des Franck-Condon-Prinzips und des Energielückengesetzes (energy gap law) erklärt werden. Der Franck-Condon-Faktor beschreibt den Überlapp zweier Vibrations-Wellenfunktionen; je größer der Überlapp, desto schneller kann ein Molekül von einem hohen in ein niedriges Niveau wechseln. Die Wahrscheinlichkeit für einen strahlungslosen Übergang nimmt mit steigender Energiedifferenz der beiden Niveaus ab. Da der energetische Abstand zwischen elektronisch angeregten Zuständen gleicher Multiplizität meist viel kleiner ist als der zwischen dem niedrigsten Singulett- oder Triplettzustand und dem elektronischen Grundzustand, relaxieren höher angeregte Zustände schnell strahlungslos in den niedrigsten elektronisch angeregten Zustand. Erst hier ist die Rate der inneren Umwandlung so klein, dass der strahlende Zerfall mit diesem Prozess konkurrieren kann.

## Ausnahmen
Da die Kasha-Regel eine rein empirische Beobachtung ist, gibt es einige Ausnahmen, bei denen die Emission aus einem höherangeregten Zustand erfolgt. Prinzipiell gibt es drei Umstände, die solches abweichendes Verhalten erklären können:
1. Der energetische Abstand zwischen S2 und S1 ist so groß, dass die Innere Umwandlung verlangsamt ist. Ist die Oszillatorstärke des  S0→S2-Übergangs groß genug, so beobachtet man Fluoreszenz aus dem S2. Beispiele für dieses Verhalten sind Azulen oder Thioketone.[2]
2. Sowohl die Oszillatorstärke des S0→S1-Übergangs als auch der energetische Abstand zwischen S2 und S1 sind klein. Dadurch hat der S1-Zustand eine hohe Lebensdauer und kann thermisch in den S2 angeregt werden, welcher emittiert.
Jedoch folgt auch dieser Prozess der Kasha-Regel insofern, als die Emission aus dem Schwingungsgrundzustand des jeweiligen angeregten Zustands erfolgt. Ein Beispiel hierfür ist die duale Emission in Cumarin-Derivativen[4] oder Ovalen.[3]
3. Eliminiert man Streulicht während einer Messung, so kann auch in anderen Molekülen Emission aus einem höherangeregten Zustand beobachtet werden, z. B. in aromatischen Kohlenwasserstoffen wie Pyren oder Benzo[a]anthracen.[5]

## Kasha-Vavilov-Regel
Eine Konsequenz, die sich aus der Kasha-Regel ergibt, ist, dass die Fluoreszenzquantenausbeute eines Moleküls unabhängig von der Anregungswellenlänge ist. Da die Emission eines Moleküls laut Kasha-Regel nämlich immer aus demselben Zustand erfolgt, bewirkt eine Änderung der Anregungswellenlänge (und damit der Anregungsenergie) keine Änderung der Emissionswellenlänge. Dieser Zusammenhang wird nach dem sowjetischen Physiker Sergei Wawilow Kasha-Vavilov-Regel genannt.
Auch zu dieser Regel gibt es Ausnahmen, z. B. die Emission von Benzol-Dampf.